# La Rivière perdue
La Rivière perdue est une série télévisée jeunesse québécoise en 39 épisodes de 25 minutes en noir en blanc, scénarisée par Réginald Boisvert d'après les romans d'Ambroise Lafortune, réalisée par Claude Caron, et diffusée entre le 7 novembre 1957 et le 30 juillet 1958 à la Télévision de Radio-Canada.
Après l'épisode du 19 décembre, la série adopte un format d'histoires qui se bouclent en quatre épisodes, et le titre de la série est modifiée en conséquence.

## Fiche technique
- Scénarisation : Réginald Boisvert, d'après les romans d'Ambroise Lafortune
- Réalisation : Claude Caron
- Société de production : Société Radio-Canada

## Distribution
- Rodolphe Guay
- Claude Léveillée
- Jean-Louis Millette
- Claude Préfontaine
- Henri Poitras
- Louis-Philippe Hébert
- Paul Alain
- Jean-Claude Robillard
- Jean Faubert : Pierre
- Jocelyn Joly : Henri
- Olivette Thibault : la tante
- Louise Rémy : la cousine
- Jean-Louis Paris : le supérieur
- Pierre Boucher : le préfet
- Guy Bélanger : un surveillant
- José Ledoux : un professeur
- Lionel Villeneuve : Fred, le paie-maître
- Marc Favreau : Louis, le commis
- Hubert Loiselle : Charles, le chore-boy
- Yvan Canuel : Simon, le cuisinier
- Rolland D'Amour : le "jack-boy"
- Roger Garand
- Clémence DesRochers
- Jean Gaumont
- Edgar Fruitier
- Margot Campbell
- Pierre Dagenais
- Nini Durand
- Guy Larocque
- Jacques Lorain
- Lucie Poitras
- Lucie Ranger

## Épisodes
1. La Rivière perdue (du 7 novembre au 19 décembre 1957)
2. Deux inconnus (du 26 décembre 1957 au 16 janvier 1958)
3. Bang sur le rang (du 23 janvier au 13 février)
4. Les Enfants de la rue (narration : Lionel Villeneuve, du 20 février au 20 mars)
5. Coupable ou non coupable ? (du 27 mars au 17 avril)
6. Le Talisman Quetzalcoatl  (du 24 avril au 22 mai)
7. Le Pic du Condor (du 29 mai au 25 juin)
8. La Cache au trésor (2 et 9 juillet)
9. Mine 313 (16 au 30 juillet)